# 숭의초등학교
숭의초등학교(崇義初等學校)는 대한민국 서울특별시 중구에 있는 사립 초등학교이다.

## 연혁
- 1966년 2월 5일: 개교
- 2026년 2월 5일: 개교 60주년

## 참고 자료
- 숭의초등학교 - 한국교육학술정보원 학교알리미